# Gitane-Frigécrème
L'equip Gitane-Frigécrème va ser un equip ciclista francès que competí professionalment entre el 1972 i 1973. Al desaparèixer, la majoria de la seva plantilla va ingressar al Sonolor-Gitane.

## Principals resultats
- GP Ouest France-Plouay: Jean-Claude Largeau (1973)
- Bordeus-París: Enzo Mattioda (1973)
- Tour de l'Alt Var: Joop Zoetemelk (1973)

### A les grans voltes
- Volta a Espanya
  - 0 participacions:

- Tour de França
  - 2 participacions (1972, 1973)
  - 3 victòries d'etapa:
    - 3 el 1973: Joop Zoetemelk (2), Michael Wright

  - 0 victòries final:
  - 1 classificacions secundàries:
    - Classificació de la combinada: Joop Zoetemelk (1973)

- Giro d'Itàlia
  - 0 participacions

## Composició de l'equip
| \| Llista de l'equip 1972 \| Llista de l'equip 1972 \| Llista de l'equip 1972 \| Llista de l'equip 1972 \| \| Ciclista \| Data de naixement \| Equip previ \| \| \| ---------------------- \| ---------------------- \| ------------------------------- \| ---------------------- \| \| Alain Bellouis \| 28 de juliol de 1947 \| \| \| \| Serge Bolley \| 3 de desembre de 1944 \| \| \| \| Gérard Briend \| 28 de març de 1947 \| \| \| \| Georges Chappe \| 5 de març de 1944 \| Fagor-Mercier-Hutchinson (1971) \| \| \| Jean-Claude Daunat \| 14 de setembre de 1945 \| \| \| \| Roland De Meyer \| 6 de febrer de 1948 \| \| \| \| Bernard Dupuch \| 26 de octubre de 1947 \| \| \| \| Pierre Ghisellini \| 17 de octubre de 1943 \| \| \| \| René Grenier \| 23 de desembre de 1943 \| \| \| \| Loïc Le Bourhis \| 24 de febrer de 1949 \| \| \| \| Maurice Le Guilloux \| 14 de maig de 1950 \| \| \| \| Pierre Matignon \| 11 de febrer de 1943 \| Fagor-Mercier-Hutchinson (1970) \| \| \| Léon-Paul Ménard \| 4 de febrer de 1946 \| Fagor (1971) \| \| \| Alain Nogues \| 21 de març de 1948 \| \| \| \| Daniel Proust \| 3 de novembre de 1943 \| \| \| \| Jean-Louis Quesne \| 1 de octubre de 1943 \| \| \| \| Michel Scob \| 26 de abril de 1935 \| \| \| \| Jean Vidament \| 24 de gener de 1944 \| \| \| \| Michael Wright \| 25 de març de 1941 \| BiC (1971) \| \| \| \| \| \| \| \| Font: Cycling Archives \| \| \| \|Nota: Alain Bellouis Nota: Serge Bolley Nota: Gérard Briend |                        |                                 |  |
| Llista de l'equip 1972 |                        |                                 |  |
| Ciclista | Data de naixement      | Equip previ                     |  |
| Alain Bellouis | 28 de juliol de 1947   |                                 |  |
| Serge Bolley | 3 de desembre de 1944  |                                 |  |
| Gérard Briend | 28 de març de 1947     |                                 |  |
| Georges Chappe | 5 de març de 1944      | Fagor-Mercier-Hutchinson (1971) |  |
| Jean-Claude Daunat | 14 de setembre de 1945 |                                 |  |
| Roland De Meyer | 6 de febrer de 1948    |                                 |  |
| Bernard Dupuch | 26 de octubre de 1947  |                                 |  |
| Pierre Ghisellini | 17 de octubre de 1943  |                                 |  |
| René Grenier | 23 de desembre de 1943 |                                 |  |
| Loïc Le Bourhis | 24 de febrer de 1949   |                                 |  |
| Maurice Le Guilloux | 14 de maig de 1950     |                                 |  |
| Pierre Matignon | 11 de febrer de 1943   | Fagor-Mercier-Hutchinson (1970) |  |
| Léon-Paul Ménard | 4 de febrer de 1946    | Fagor (1971)                    |  |
| Alain Nogues | 21 de març de 1948     |                                 |  |
| Daniel Proust | 3 de novembre de 1943  |                                 |  |
| Jean-Louis Quesne | 1 de octubre de 1943   |                                 |  |
| Michel Scob | 26 de abril de 1935    |                                 |  |
| Jean Vidament | 24 de gener de 1944    |                                 |  |
| Michael Wright | 25 de març de 1941     | BiC (1971)                      |  |
| |                        |                                 |  |
| Font: Cycling Archives |                        |                                 |  |

| \| Llista de l'equip 1973 \| Llista de l'equip 1973 \| Llista de l'equip 1973 \| Llista de l'equip 1973 \| \| Ciclista \| Data de naixement \| Equip previ \| \| \| ---------------------- \| ---------------------- \| -------------------------- \| ---------------------- \| \| Joaquim Andrade \| 14 de juny de 1945 \| \| \| \| Gilbert Bellone \| 27 de desembre de 1942 \| Rokado-Colders (1972) \| \| \| Alain Bellouis \| 28 de juliol de 1947 \| \| \| \| Francis Campaner \| 1 de febrer de 1946 \| \| \| \| Leo Duyndam \| 2 de gener de 1948 \| \| \| \| Ferdinand Julien \| 30 de juny de 1946 \| Peugeot-BP-Michelin (1972) \| \| \| Jean-Claude Largeau \| 6 de abril de 1949 \| \| \| \| Maurice Le Guilloux \| 14 de maig de 1950 \| \| \| \| Raymond Martin \| 22 de maig de 1949 \| \| \| \| Bernard Masson \| 20 de setembre de 1948 \| \| \| \| Enzo Mattioda \| 22 de agost de 1946 \| \| \| \| Joël Millard \| 23 de gener de 1946 \| \| \| \| Alain Nogues \| 21 de març de 1948 \| \| \| \| Henri-Paul Fin \| 20 de març de 1950 \| \| \| \| Michel Pitard \| 22 de agost de 1950 \| \| \| \| Pierre Tosi \| 19 de agost de 1949 \| \| \| \| Gerard Vianen \| 9 de febrer de 1944 \| Goudsmit-Hoff (1972) \| \| \| Michael Wright \| 25 de març de 1941 \| BiC (1971) \| \| \| Joop Zoetemelk \| 3 de desembre de 1946 \| Beaulieu-Flandria (1972) \| \| \| \| \| \| \| \| Font: Cycling Archives \| \| \| \|Nota: Joaquim Andrade |                        |                            |  |
| Llista de l'equip 1973 |                        |                            |  |
| Ciclista | Data de naixement      | Equip previ                |  |
| Joaquim Andrade | 14 de juny de 1945     |                            |  |
| Gilbert Bellone | 27 de desembre de 1942 | Rokado-Colders (1972)      |  |
| Alain Bellouis | 28 de juliol de 1947   |                            |  |
| Francis Campaner | 1 de febrer de 1946    |                            |  |
| Leo Duyndam | 2 de gener de 1948     |                            |  |
| Ferdinand Julien | 30 de juny de 1946     | Peugeot-BP-Michelin (1972) |  |
| Jean-Claude Largeau | 6 de abril de 1949     |                            |  |
| Maurice Le Guilloux | 14 de maig de 1950     |                            |  |
| Raymond Martin | 22 de maig de 1949     |                            |  |
| Bernard Masson | 20 de setembre de 1948 |                            |  |
| Enzo Mattioda | 22 de agost de 1946    |                            |  |
| Joël Millard | 23 de gener de 1946    |                            |  |
| Alain Nogues | 21 de març de 1948     |                            |  |
| Henri-Paul Fin | 20 de març de 1950     |                            |  |
| Michel Pitard | 22 de agost de 1950    |                            |  |
| Pierre Tosi | 19 de agost de 1949    |                            |  |
| Gerard Vianen | 9 de febrer de 1944    | Goudsmit-Hoff (1972)       |  |
| Michael Wright | 25 de març de 1941     | BiC (1971)                 |  |
| Joop Zoetemelk | 3 de desembre de 1946  | Beaulieu-Flandria (1972)   |  |
| |                        |                            |  |
| Font: Cycling Archives |                        |                            |  |